# 布倫亨式轟炸機
布倫亨式轟炸機（英語：Blenheim）原本是1934年英國報業大亨羅特美爵士要求布里斯托公司研發一種可載6名乘客和速度要快過當時英國皇家空軍所有飛機的行政專機，名為「布里斯托-142」，後來此設計成為布倫亨式轟炸機，布倫亨式轟炸機是英國皇家空軍在第二次世界大戰期間其中一款中型雙發動機轟炸機。

## 研發簡史
布倫亨式是全鋁合金製單翼轟炸機，採用可收放式起落架，當被改成轟炸機後拆除原機身內的座位和舷窗，機翼向上移16英寸以留更大空間給炸彈艙，機頭增加投彈手座位和在機背加上一個防衛機槍塔，機身結構加強，這些改變令布倫亨式轟炸機和其前身布里斯托-142相比重量增加，雖然其動力由兩部各640匹馬力的布里斯托水星-VIS發動機增強至840匹馬力布里斯托水星-VIII發動機，但其最快速度仍比布里斯托-142的494公里/小時慢，再加上世界各國的戰鬥機由大多由雙翼機改為較快速的單翼機（例如:德國Bf 109戰鬥機），令布倫亨式轟炸機失去了其當初在速度上的飛行優勢，而其防衛機槍不單不多而且口徑仍是7.7毫米口徑，也就是其防衛火力偏弱，英國皇家空軍又往往要布倫亨式轟炸機在無戰鬥機護航之下作日間轟炸，這些原因皆令布倫亨式轟炸機在實戰當中損失慘重。

## 型號
- MK-I

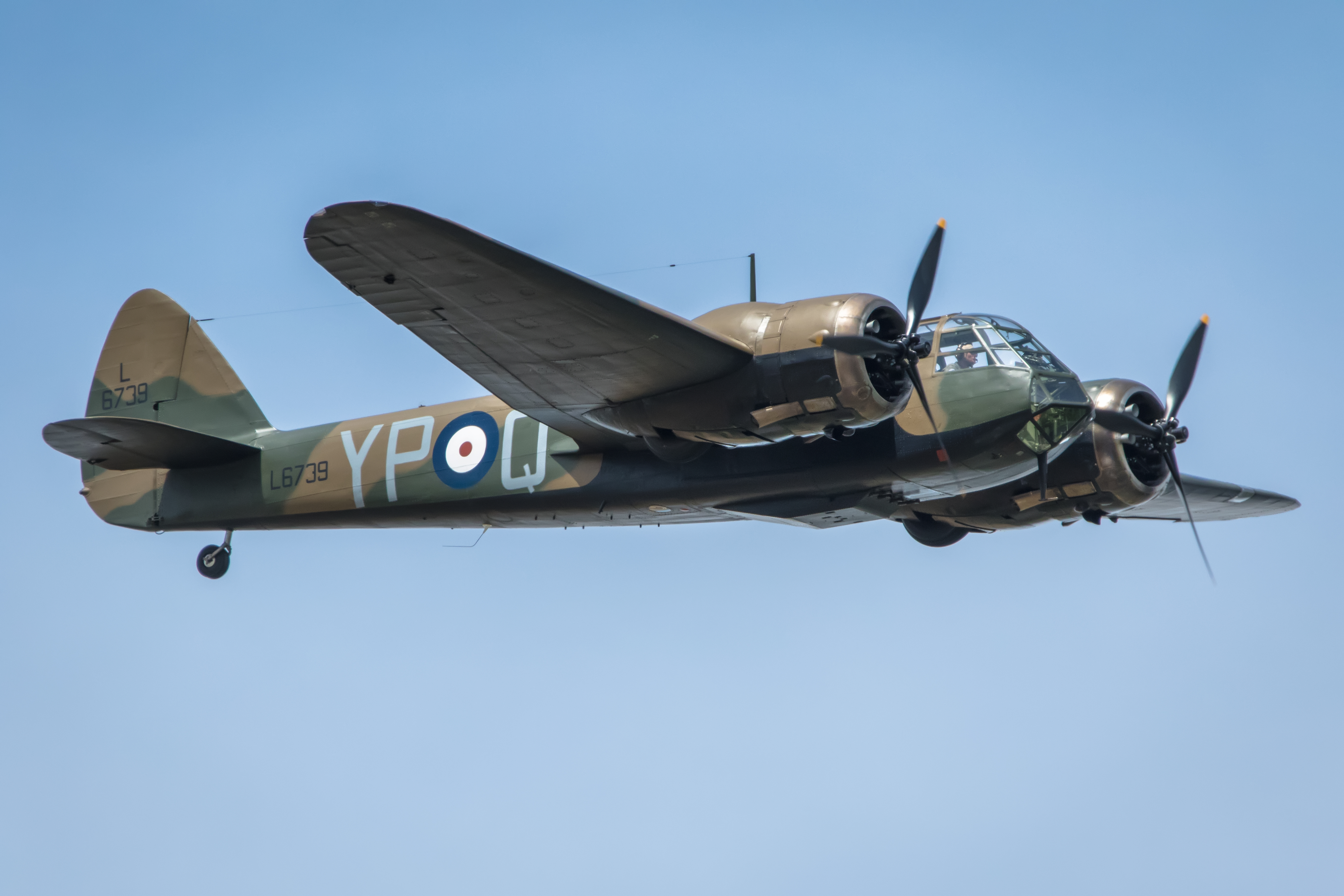
早期型的MK-I

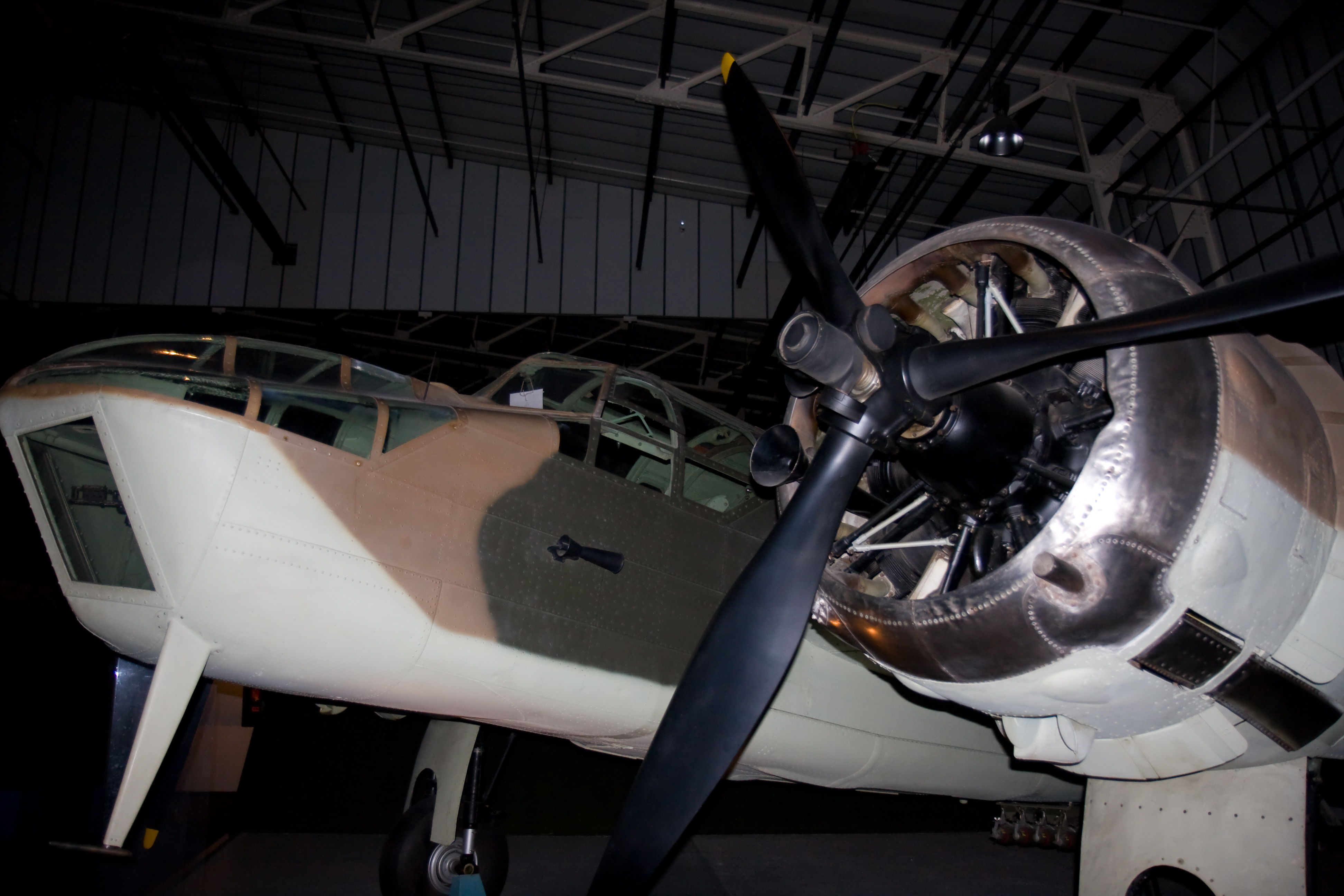
布倫亨式轟炸機由MK-IV開始改用一個新機頭

早期型，相當於布里斯托-142的轟炸機版，當有更新型的MK-IV後，MK-I大多從英國本土派往海外基地（例如:馬來西亞）或外銷，MK-I外銷給土耳其、羅馬尼亞和南斯拉夫
- MK-II

以MK-I為基礎加大燃料箱以增加航程，英軍自己的MK-II祇造一架但芬蘭卻買了20架並獲受權生產，防衛機槍改為芬蘭國貨
- MK-III
- MK-IV

機頭從新設計，新機頭更長更凸出，內裡容納領航員兼投彈手，MK-IV可加掛副油箱以增加航程，新的MK-IV一推出就大多取代了原先在英國本土的早期型MK-I
- MK-V

以MK-IV為基礎的高空型，加裝無線電測向天線，機背機槍增至兩挺機槍，加強裝甲防護，這些令其重量比MK-IV增加了508公斤，雖然發動機馬力也跟著加強但其飛行速度和機動性仍下降，之後被其他機種取代
- MK-IF

MK-I的夜間戰鬥機型，加裝空用雷達和在機身下加上4挺7.7毫米口徑機槍
- BOLINGBROKE MK-IV

加拿大生產的MK-IV

## 基本資料
- 乘員：3人(駕駛+後部機槍手+投彈手)
- 機長：12.98米
- 翼展：17.17米
- 機高：3米
- 空重：4,450公斤
- 載重：6,545公斤
- 機翼面積：43.6平方米
- 最快速度：428公里/小時
- 航程：2,351公里
- 昇限：8,310米

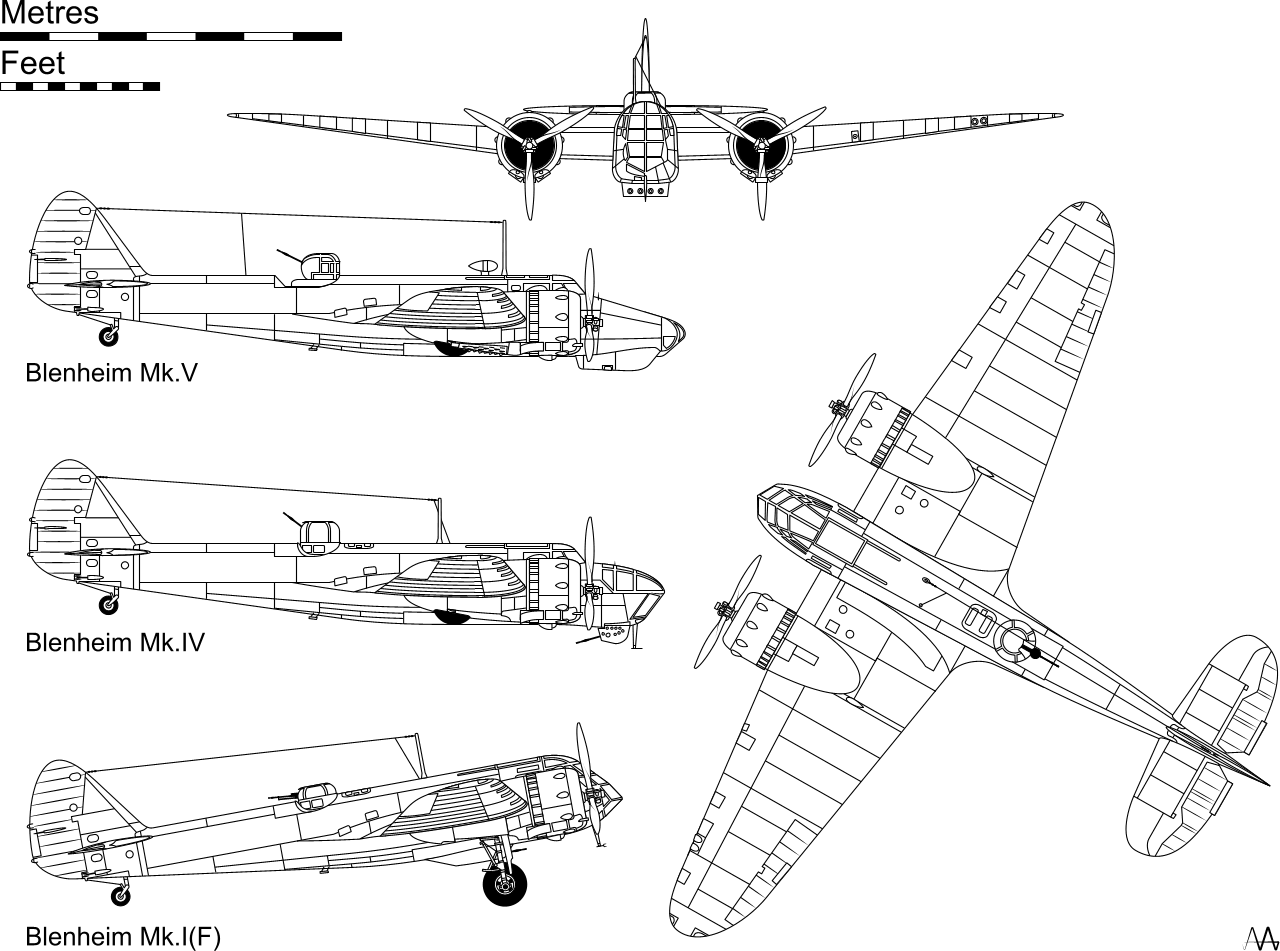
布倫亨式轟炸機圖鑑

- 發動機：2俱布里斯托水星15型風冷式發動機(920匹馬力)
- 武裝：機頭下方槍塔兩挺7.7毫米口徑機槍+機身後一挺7.7毫米口徑機槍+454公斤炸彈

## 實戰

### 歐洲戰場

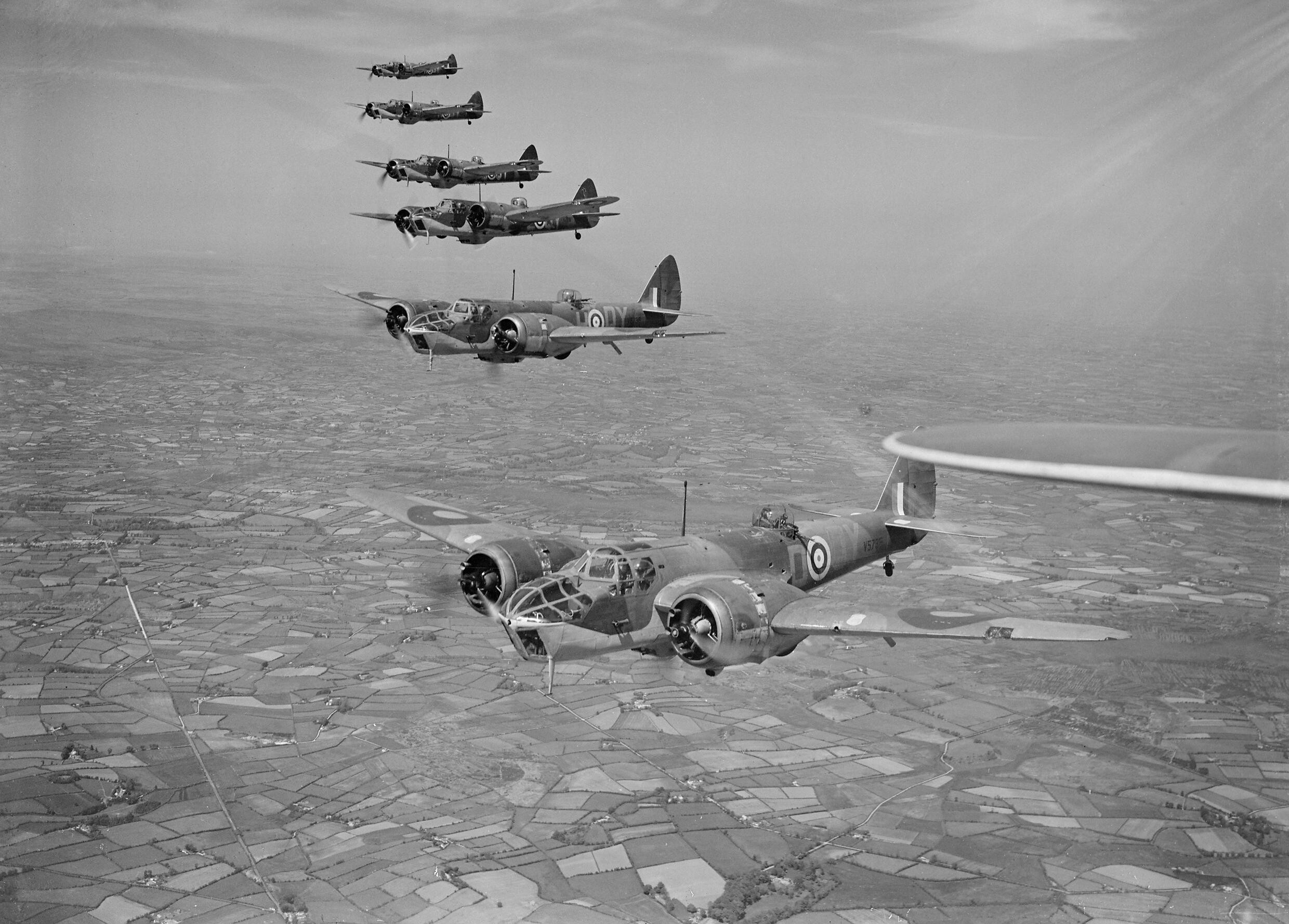
英國皇家空軍的布倫亨MK-IV轟炸機隊

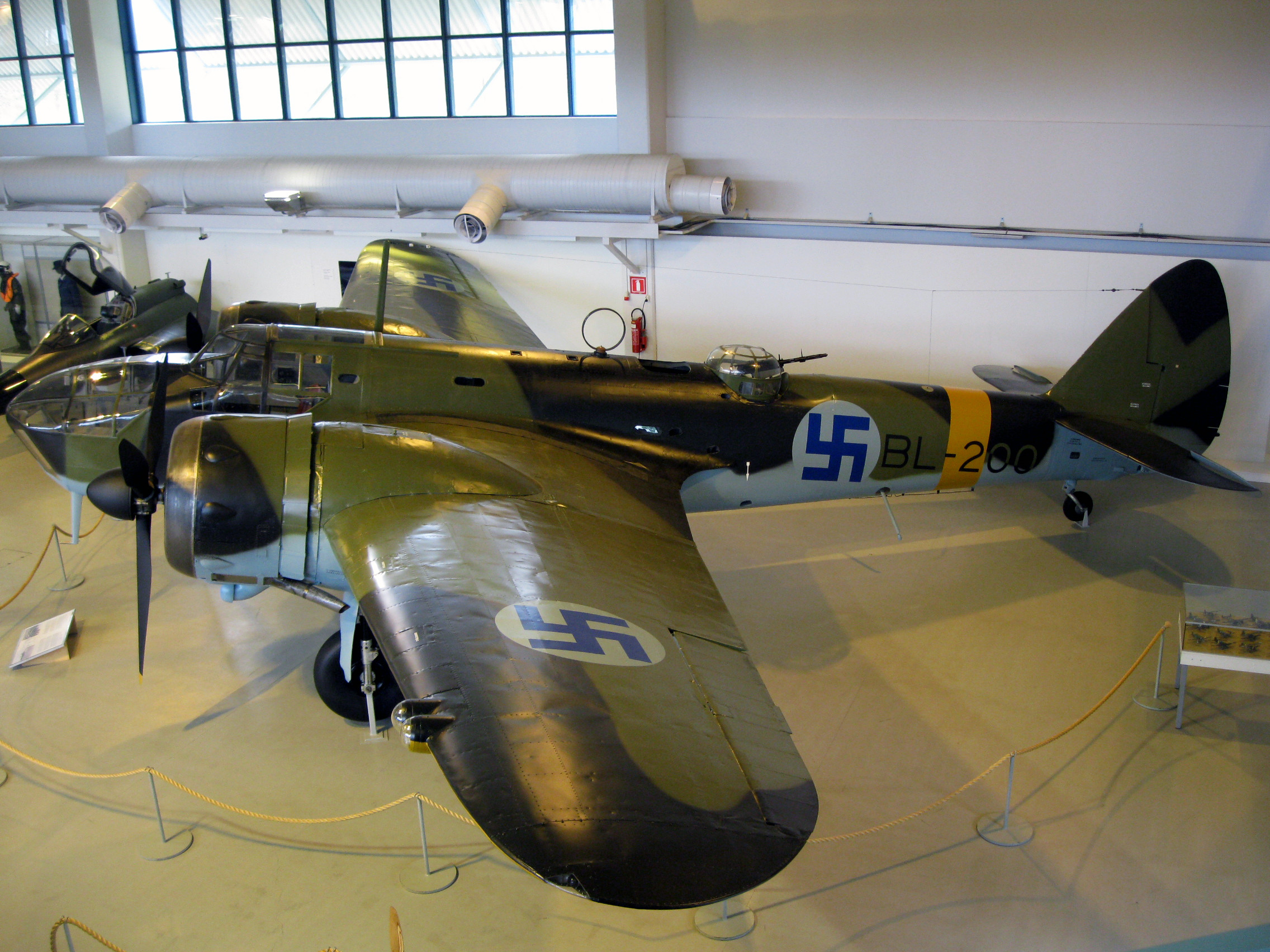
芬蘭空軍的布倫亨MK-IV轟炸機

1937年3月，布倫亨式轟炸機開始裝備英國皇家空軍，1939年9月1日，德軍入侵波蘭而引發第二次世界大戰歐洲戰場，9月3日，一架139中隊的布倫亨MK-IV轟炸機對一隊德國艦隊進行空中偵察並用無線電報告其所在位置，第二日，15架布倫亨MK-IV轟炸機空襲該隊德國艦隊，炸中幾艘德艦但也損失了6架，11月28日，第25和601中隊的MK-IF也攻擊了德軍水上飛機基地。
1940年3月11日，一架布倫亨式轟炸機炸沉了一艘德軍U艇，1940年5月10日開始，西線德軍對西歐發動閃電戰，布倫亨式轟炸機大也舉出動但損失慘重，在20日之內有200架被擊落，法國戰役後英軍的布倫亨式轟炸機被下令攻擊在西歐的港口和機場以防德軍登陸英國本土，期間因缺乏戰鬥機護航，布倫亨式轟炸機再次受到嚴重損失。
不列顛空戰期間，作為戰鬥機型的布倫亨MK-IF取得了成功，例如在1940年2月5日，一架布倫亨MK-IF在雷達導引下擊落了一架德軍He 111轟炸機，8月15日，3架布倫亨MK-IF又擊落了4架He 111轟炸機。
之後英國皇家空軍負責在夜間深入歐洲作轟炸任務，英軍曾利用布倫亨式轟炸機去吸引德軍戰鬥機前來再用早在高空的噴火式戰鬥機進行攻擊，但這戰術不是很成功，因為其戰果是在6星期之內擊落了103架德機但自己也失去了123架英機，英軍的布倫亨式轟炸機也執行在低空攻擊德軍艦船的任務。
1940年6月10日，意大利向法國宣戰，英軍的布倫亨式轟炸機也參加攻擊意大利軍，1940年10月，3個英軍布倫亨式轟炸機中隊來到希臘參戰，之後掩護英軍撤退至克里特島再到北非，1940年4月，英軍布倫亨式轟炸機進駐馬爾他島以切斷在北非德意軍隊和歐洲之間的補給線。
1937年7月到1940年2月，芬蘭接收了20架布倫亨MK-II轟炸機並獲受權生產，冬季戰爭爆發後英國再供給了12架布倫亨MK-IV轟炸機。
羅馬尼亞在歐戰前向英國買了40架布倫亨MK-I轟炸機，但隨著羅馬尼亞加入德國陣營，這40架布倫亨MK-I轟炸機成為敵機。
南斯拉夫有20架英國原廠的布倫亨MK-I轟炸機，自己再獲受權生產了16架，這36架布倫亨MK-I轟炸機曾參加1941年對抗德軍入侵的戰鬥。

### 中東和北非戰場

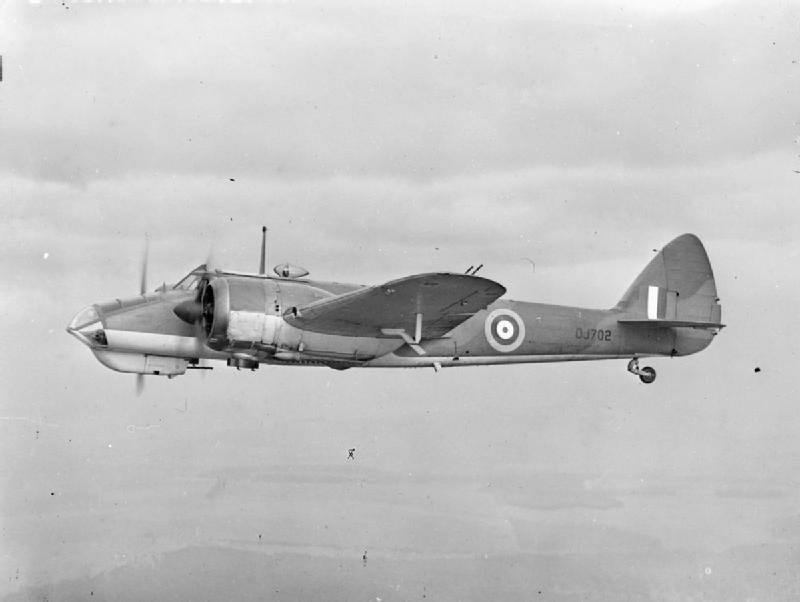
布倫亨MK-V轟炸機

1939年第二次世界大戰的歐戰爆發時英國皇家空軍在中東地區部署了從英國本土汰換的布倫亨MK-I轟炸機，其中在埃及有99架，伊拉克有70架，也門亞丁有21架，印度有53架。
1940年至1941年間，布倫亨MK-IV轟炸機的7個中隊也來到北非，1942年6月裝備布倫亨MK-V轟炸機的第13、18、114和614來到北非參加火炬作戰，支援美軍登陸北非突尼西亞，在和德國非洲軍的作戰當中，布倫亨MK-V轟炸機損失慘重，要由戰鬥機護航或改在夜間出動，1943年春天以後布倫亨MK-V轟炸機祇執行海岸巡邏、偵察和反潛等次要任務，1944年4月，所有駐北非的布倫亨MK-V轟炸機皆汰換成其他飛機。
土耳其在1937年得到30架布倫亨MK-I轟炸機，1943年又得到少量布倫亨MK-IV和MK-V。

### 東亞戰場
1941年當日軍偷襲珍珠港引發太平洋戰爭時，英國駐馬來西亞有4個布倫亨轟炸機中隊，分別是駐桑加巴達內的第27、藤加的第34、阿勒塞塔的第62和關丹的第60，所用的幾乎全是從英國本土汰換的MK-I，隨後日軍發動馬來亞戰役，日軍要在辛格拉登陸但為了把英軍引去錯誤的哥塔巴魯而在此處虛張聲勢，英軍果然中計而派出第27中隊的布倫亨式轟炸機，英軍的布倫亨式轟炸機當然找不到目標，當它們返回基地後就遇上日軍軍機空襲，8架布倫亨式轟炸機被毀在地面，當天日軍軍機大舉出動，英軍其他機場未能幸免受到攻擊，其餘的布倫亨轟炸機飛往新加坡的賈蘭機場，期間有6架布倫亨轟炸機還擊空襲日軍在辛格拉的機場，但當中有5架被日軍擊落祇有1架能飛回藤加。

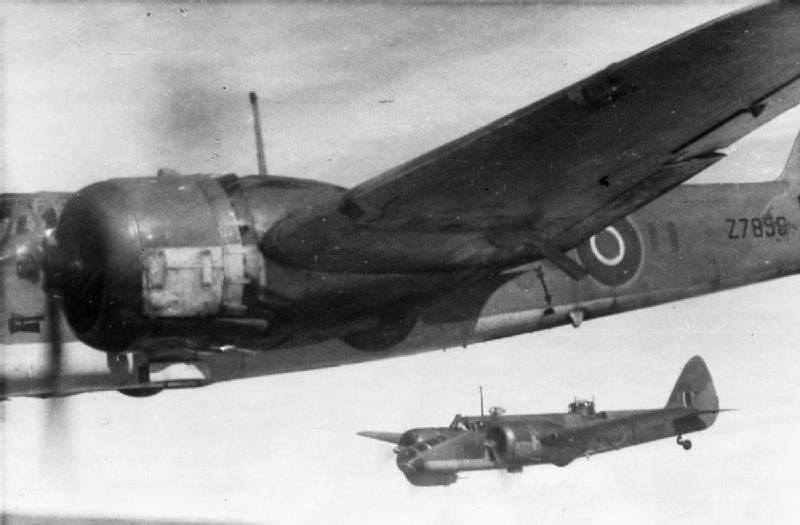
中緬印戰區的布倫亨轟炸機

當1942年2月新加坡淪陷前夕，在賈蘭機場的布倫亨轟炸機再飛往印尼蘇門答臘，在那裡有從中東來增援的一個中隊的布倫亨轟炸機，但它們仍擋不往日軍的攻勢，殘餘的布倫亨轟炸機最後飛往爪哇，機員把飛機破壞後乘船離開，從中東來增援的布倫亨轟炸機後來也參加緬甸戰役和錫蘭防空戰。
1942年5月22日，一架英國皇家空軍的布倫亨式轟炸機飛去攻擊一個在緬甸的日軍機場，當時此機場是日本陸航第64戰隊的駐地（即有名的加藤隼戰鬥隊），當日有5架一式戰「隼」起飛，包括加藤建夫隊長的座機，加藤的座機被此架布倫亨式轟炸機的後部機槍射中著火，墜入孟加拉灣，加藤建夫死後被追封成為陸軍少將和軍神。

## 使用國家
- 加拿大
- 芬兰
- 法國
- 希臘
- 印度
- 新西兰
- 葡萄牙
- 羅馬尼亞
- 南非
- 土耳其
- 英国
- 南斯拉夫王國